# Loan Bozzolo
Loan Bozzolo, né à Sallanches en Haute-Savoie le 4 mai 1999, est un snowboardeur français spécialisé dans le snowboardcross. Membre du Ski Club de Saint-Gervais, il évolue au sein de l'équipe nationale AHommes de la Fédération française de ski.
Après quinze départs en coupe du monde, où il fait ses débuts à Montafon lors de la saison 2016-2017, deux participations aux championnats du monde de snowboard séniors, en 2017 et 2019, et une participation aux Jeux olympiques de PyeongChang en Corée du Sud en 2018, il est sacré double champion du monde juniors en avril 2019 à Reiteralm, en Autriche. Il s'impose sur l'épreuve individuel ainsi que sur l'épreuve par équipe mixte avec sa coéquipière Chloé Passerat, elle même couronnée d'argent sur l'individuel féminin. Au mondiaux 2025, il est vice-champion du monde en individuel et champion du monde sur l'épreuve mixte avec Julia Pereira de Souza,.

## Palmarès

### Championnats du monde
- Engadine 2025 : 
  -  Médaille d'or en snowboardcross par équipes.
  -  Médaille d'argent en snowboardcross.

### Coupe du monde
- Meilleur classement en Snowboard Cross : 2e en 2025.
- 6 podiums dont 2 victoires.

#### Détails des victoires en Coupe du monde
| Épreuve / Édition | Snowboard Cross |
| ----------------- | --------------- |
| 2022-2023         | Cervinia        |
| 2024-2025         | Montafon        |